# Norbert Weber (Benediktiner)

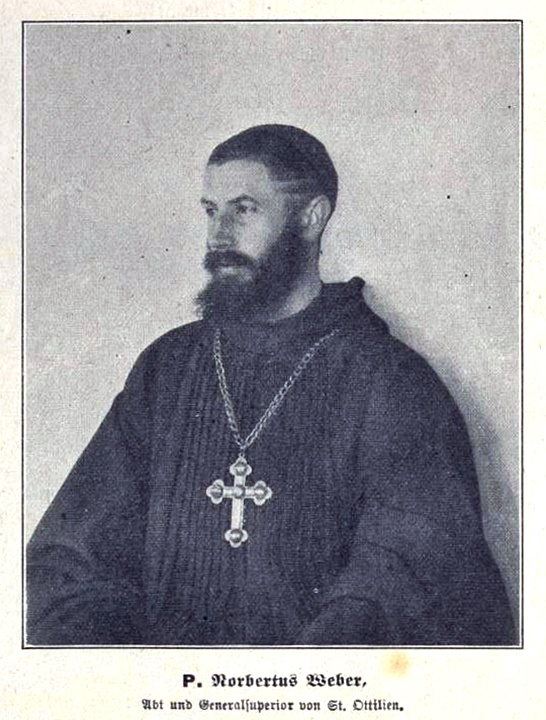
Abt Norbert Weber OSB, 1903

Norbert Weber OSB (* 20. Dezember 1870 in Langweid am Lech; † 3. April 1956 in Litembo/Tansania) war Missionsbenediktiner sowie erster Abt und Erzabt des Klosters St. Ottilien.

## Leben
Weber war das zweite von drei Kindern und stammte aus ärmlichen Verhältnissen. Getauft wurde er auf den Namen Josef. Die Familie war aufgrund der Tätigkeit des Vaters als Eisenbahnwärter zu häufigen Wohnortwechsel gezwungen. „Er selber erwähnt einmal, dass seine Erziehung 'vollständig von Aussen abgeschlossen' gewesen sei, erklärlich vielleicht durch die vielen Versetzungen, welche die Familie auf sich selbst zurückwarfen“ (Schäfer 2005, S. 35). Gemeinsam mit seinem älteren Bruder besuchte Josef das Priesterseminar in Dillingen an der Donau. Im Juli 1885 wurde er zum Priester geweiht und wenige Wochen später, im August 1895, als Kandidat für das Missionshaus der Benediktiner in Sankt Ottilien vorgeschlagen. Bei seiner Aufnahme als Novize erhielt er den Ordensnamen Norbert. Am 1. November 1897 legte Weber die Ordensgelübde ab. Am 18. Dezember 1902 wurde P. Norbert Weber mit 32 Jahren zum ersten Abt des Klosters Emming-St. Ottilien gewählt. Er wählte als Leitwort seines Amtes „Ave Maris Stella - Meerstern sei gegrüßt“, den Beginn des bekannten Marienhymnus. 1907 wurde er Ehrenmitglied der KBStV Rhaetia München.
Zur Unterstützung von St. Ottilien wurden in Bayern die Klöster Münsterschwarzach und Schweiklberg ins Leben gerufen und 1914 zu Abteien erhoben. Mit St. Ottilien (Abtei seit 1902) und Seoul (Abtei seit 1913) bildeten sie die Benediktinerkongregation von St. Ottilien. St. Ottilien selbst wurde zur Erzabtei erhoben.
P. Norbert Webers Regierungszeit von 1902 bis 1930, die sehr geprägt war von ausgedehnten Reisen in Missionsländern wie Korea, Ostafrika und Südamerika, verging nicht ohne innere und äußere Krisen: Die Zerrüttungen des Ersten Weltkriegs, eine gewisse Inhomogenität des noch jungen Konvents sowie finanzielle Probleme des Klosters, mit hervorgerufen auch durch die geschäftliche Unerfahrenheit des Erzabtes, machten der Gemeinschaft und Webers sensiblem Gemüt sehr zu schaffen. Es gab erhebliche Schwierigkeiten mit den Hausoberen, da der Erzabt das „Kartenspiel in der Rekreation, Fußballspiel bei den Brüdern, Rauchen bei den Klerikern und Sparziergänge zu zweit gestattet(e)“ (Schäfer 2005, S. 134). Nach längeren Auseinandersetzungen befürwortete der Abtprimas Fidelis von Stotzingen den Rücktritt Webers mit folgenden Worten: „Die Ereignisse der letzten Jahre, welche zu einem großen Teil auf die angeschlagene Gesundheit des Erzabts zurückzuführen sind, haben seiner Autorität derart schwer geschadet, dass eine weitere erfolgversprechende Leitung der Kongregation schwierig, wenn nicht unmöglich ist.“ (zit. n. Schäfer 2005, S. 180).
Dennoch bleibt die Gesamtbilanz von Webers Abtsjahren beeindruckend: Als er nach 30 Jahren resignierte, hatte er die zu Anfang seines Abbatiates 99 Mönche zählende oberbayerische Neugründung in eine weltweit verbreitete und geachtete Missionsgesellschaft mit knapp 1000 Mitgliedern überführt. In seine Amtszeit fiel die Ausbreitung der Kongregation in die Schweiz und nach Ostasien, Lateinamerika und Südafrika, in die USA und – durch die Gründung des Klosters Königsmünster – ins westfälische Sauerland.
Nach seinem Rücktritt, den er doch als kränkende Niederlage empfand, betätigte er sich auf der ostafrikanischen Missionsstation Litembo im Matengo-Bergland. Erzabt Norbert bereiste die Missionsstationen in der Apostolischen Präfektur Lindi, hielt für die dort tätigen Schwestern und Mönche Exerzitien, hörte die Beichte, absolvierte Krankenbesuche und begab sich regelmäßig auf ausgedehnte Firmungsreisen. Ferner betrieb er noch eine Kunstwerkstatt, „in welcher er Altäre, Statuen und Bilder in einem neugotischen-volkstümlichen Stil für die oft recht kahlen Missionskirchen herstellte... Seine vielseitigen Interessen und Erfahrungen ließen ihn zu einem geschätzten Berater der Missionare werden, der aber auch immer wieder in den kleinen Nöten des Alltags selbst Hand anlegte und gerne handwerklich tätig war.“ (Schäfer 2005, S. 184).
1952 reiste Weber noch einmal nach Deutschland, um sein goldenes Abtsjubiläum in der Erzabtei St. Ottilien zu begehen. Seine letzte Ruhestätte fand er auf dem Friedhof von Peramiho (Tansania).

## Werke (Auswahl)
- Im Lande der Morgenstille. Reise-Erinnerungen an Korea. St. Ottilien 1923, OCLC 754086276.
- Die heilige Weide. Eine Erzählung aus dem koreanischen Missionsleben. St. Otillien 1928, OCLC 632421838.
- In den Diamantbergen Koreas, St. Ottilien 1927, OCLC 611534490.
- P. Lukas Etlin. Ein kurzes Lebensbild. St. Ottilien 1930, OCLC 21065089.
  - Father Lukas Etlin, O.S.B.. A short biography. Clyde 1931, OCLC 7114997.